# Breezin' 〜Together〜
「Breezin' 〜Together〜」（ブリージン トゥゲザー）は、EXILEの8枚目のシングル。2003年5月28日にrhythm zoneから発売。

## 概要
前作「We Will 〜あの場所で〜」から3カ月ぶりのシングル。
同年6月20日にRhythm REPUBLICからアナログ盤が発売された。
EXILE第二章以降に発売されたベストアルバム『EXILE CATCHY BEST』『EXTREME BEST』には、ATSUSHI、TAKAHIROによって再録された表題曲が収録されている。

## 収録曲

### シングル盤
1. Together [4:19]
作詞：EXILE & Kenn Kato / 作曲・編曲：原一博
  - 本作の表題曲
  - TBS系ドラマ『ホットマン』主題歌

14thシングル「Carry On/運命のヒト」にはドラマバージョンが収録されている。
2. Time [4:58]
作詞：Kenn Kato / 作曲・編曲：原一博
  - CASIO「A5401CA」CMソング
3. BLUE 〜云えずにいる〜 [5:07]
作詞：EXILE & RYK / 作曲・編曲：山木隆一郎
  - ニベアボディ「薬用ホワイトニングストレッチアップ」CMソング
4. 砂時計 [4:52]
作詞：maR / 作曲・編曲：MONK
  - 日本テレビ系『スポーツうるぐす』エンディングテーマ

2014年3月12日発売のATSUSHIの2ndアルバム『Music』初回生産限定豪華盤BONUS DISCにてセルフカバー[6]されている。
5. Together -a cappella version- [1:49]

### アナログ盤

#### SIDE-A
1. Together "R.Yamaki's Roller Mix"
2. Together "R.Yamaki's Roller Mix"（Instrumental）

#### SIDE-B
1. Together（Original mix）

## 収録アルバム
Together
- EXILE ENTERTAINMENT
- PERFECT BEST
  - SINGLE BEST
- EXILE CATCHY BEST（再録）
- EXTREME BEST（再録）

Time
- EXILE ENTERTAINMENT
- PERFECT BEST
  - SELECT BEST

BLUE 〜云えずにいる〜
- EXILE ENTERTAINMENT
- PERFECT BEST
  - SELECT BEST

砂時計
- EXILE ENTERTAINMENT
- PERFECT BEST
  - SELECT BEST

## カバー
Together
- GENERATIONS from EXILE TRIBE（2021年、シングル『GENERATIONS FROM EXILE』収録）